# アミール・フサイン
アミール・フサインは、西チャガタイ・ハン国のアミール。

## 生涯
カザガンの孫、バダフシャーンの知事。祖父が統治したマー・ワラー・アンナフルの支配権を主張した。初めティムールと同盟を結び、妹のオルジョイをティムールの叔父のサヒブキランと結婚させた。両者は1363年から1364年にかけて、キシュ近郊でイリヤース・ホージャが率いるモグーリスタン・ハン国軍と戦い、大いに破った。しかし、1365年のヤンギロイの戦いの後にティムールとの関係が崩壊し、敵対することになった。1370年初め、バルフの戦いでティムール軍に敗北し、捕らえられて処刑された。死後、バルフの東側にあるホージャ・ウッコシャ墓地に埋葬された。
| スタブアイコン | サブスタブ | この項目は、まだ閲覧者の調べものの参照としては役立たない、人物に関連した書きかけの項目です。この項目を加筆・訂正などしてくださる協力者を求めています（P:人物伝/PJ:人物伝）。 |